# 대한장애인농구협회
대한장애인농구협회(大韓障礙人籠球協會, Korea Wheelchair Basketball Federation, KWBF)는 대한민국의 장애인 농구를 관할하는 스포츠 행정 기구이다.

## 산하 단체
- 대한농아인농구연맹
- 한국휠체어농구연맹

## 참고 문헌
- 《2019 체육백서》. 대한민국 문화체육관광부. 2021.

## 같이 보기
- 대한민국농구협회
- 대한민국의 장애인 농구 리그 시스템